# Deuteronomos triangularis
Deuteronomos triangularis är en fjärilsart som beskrevs av Barend J. Lempke 1951. Deuteronomos triangularis ingår i släktet Deuteronomos och familjen mätare. Inga underarter finns listade i Catalogue of Life.